# منتخب رومانيا تحت 20 سنة لكرة القدم
منتخب رومانيا تحت 20 سنة لكرة القدم هو ممثل رومانيا الرسمي في المنافسات الدولية في كرة القدم في فئة كرة قدم تحت 20 سنة للرجال
، يديريه اتحاد رومانيا لكرة القدم.